# Trại hè thiếu nhi (hoạt động Đội)

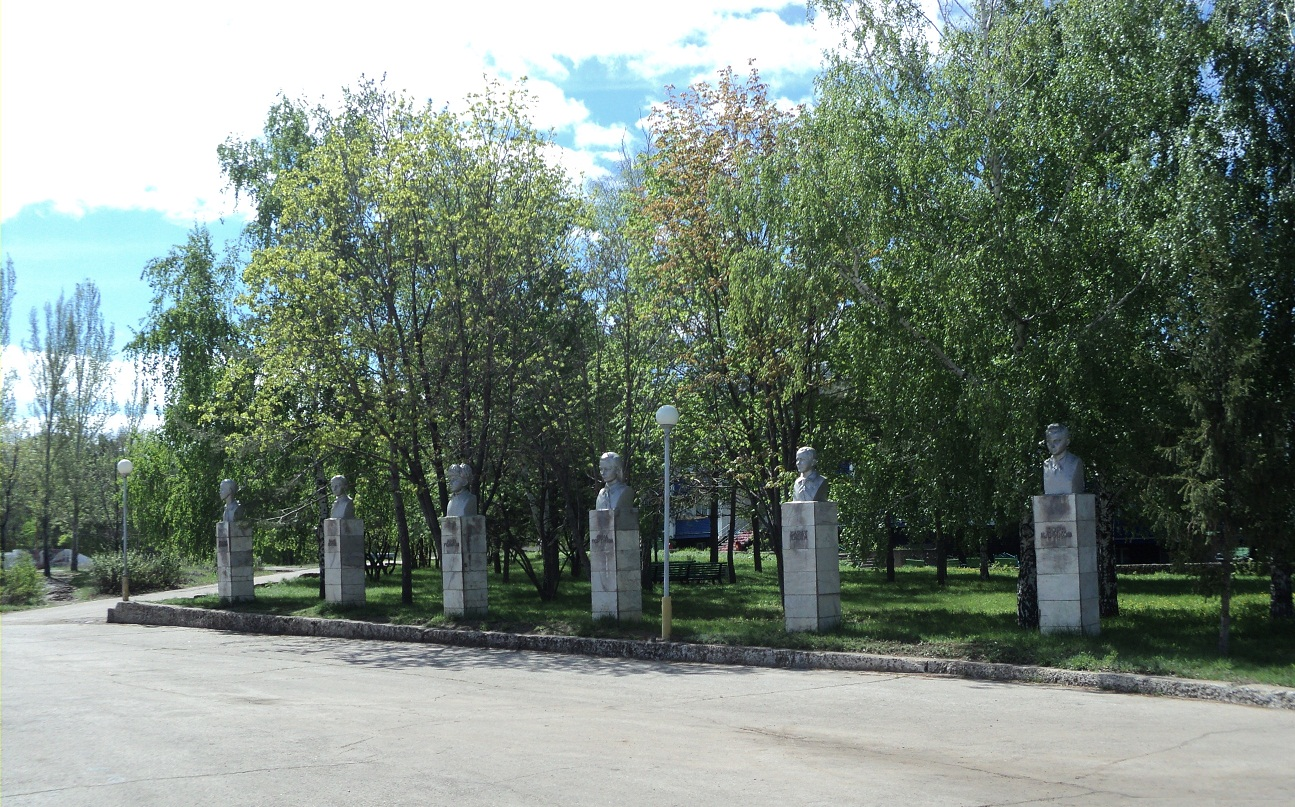
Trại hè thiếu nhi "Alye Parusa". Bia kỷ niệm Thiếu niên tiền phong cho đến các anh hùng. (thành phố Tolyatti, nước Nga)

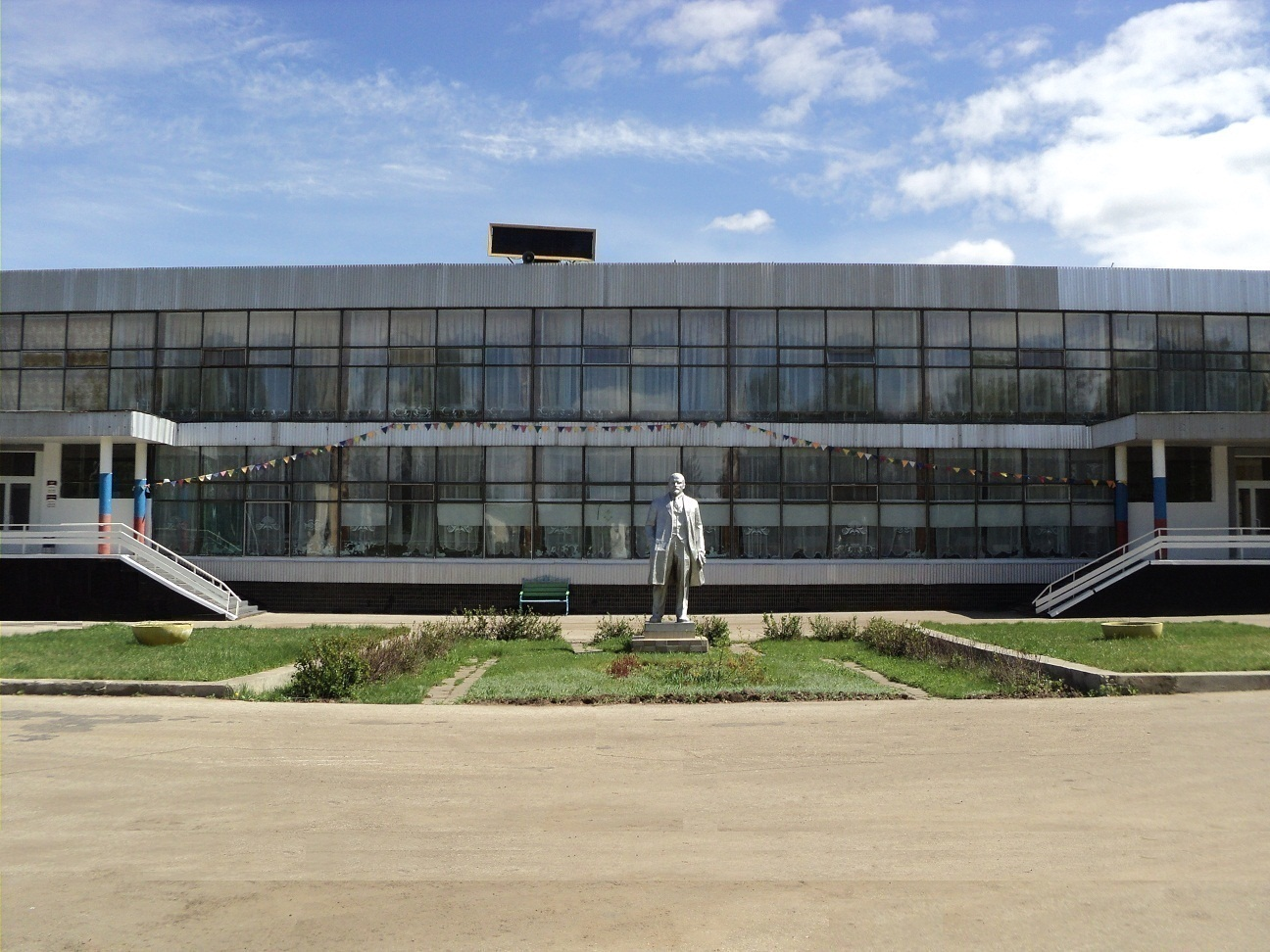
Trại hè thiếu nhi "Alye Parusa". Phòng ăn trong khuôn viên Trung tâm tưởng niệm người khai sinh ra nhà nước Liên bang Xô viết Vladimir Lenin. (thành phố Tolyatti, nước Nga)

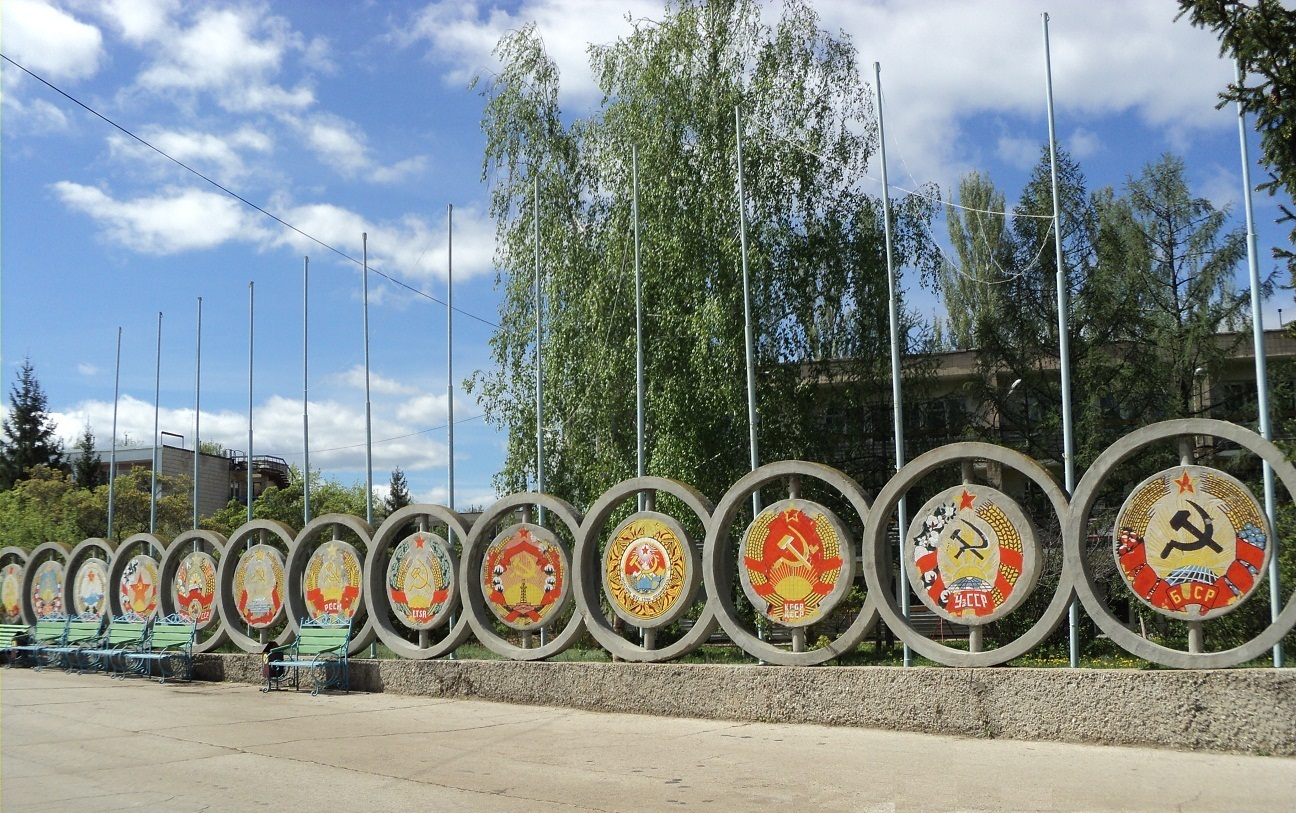
Trại hè thiếu nhi "Alye Parusa". Quốc huy và quốc kỳ các nước cộng hòa thuộc Liên bang Xô viết. (thành phố Tolyatti, nước Nga)

Trại hè thiếu nhi (tiếng Nga: Пионерский лагерь) hay trại thiếu nhi là tên gọi chỉ đến kỳ nghỉ lễ hay trại hè dành cho đội viên Đội thiếu niên tiền phong ở Liên Xô cũ và các nước Xã hội chủ nghĩa ngày trước cũng như bây giờ, trong đó có Việt Nam.
Trại hè thiếu nhi ở Liên Xô là nơi dành cho các hoạt động nghỉ ngơi giải trí của trẻ em trong suốt kỳ nghỉ hè và thậm chí cả nghỉ đông (với tên gọi Trại đông thiếu nhi).

## Lịch sử
Trại hè thiếu nhi toàn Liên bang đầu tiên của Liên Xô có tên gọi Artek được thành lập ngày 16 tháng 6 năm 1925.